# リマーク
リマークは、製品に記された刻印（マーク）を上張りシールや追加刻印にて変更して、違う型番に変更する行為の造語。この行為によって売買される物品を「リマーク品」と呼ぶことがある。なお、Remarkの本来の意味とは全く違い（本来、Remarkは「意見を言う」または「述べる」と言った意味合いで使用される）、誤用が間違ったまま広まった言葉である。パソコン・パーツが高価だった自作パソコンの黎明期には、このリマークを行って購入者を欺く悪徳な不正行為が横行した。
主に自作パソコン向けのCPUやメモリを中心としたバルク品のパーツで行われる。
素人目にもわかるような物から、精巧でリテール品の箱まで偽造したプロでも見抜くことの難しい物まで存在する。精巧に偽装された品の場合、流通段階で発見されず、販売店も真正品だと思って悪意なく販売している事例もある。また昨今では中国・台湾の大量生産の弊害として、部品メーカー側は生産したが、売れ残ったために違うメーカー販売を行い、依頼主とのコンプライアンス上の通念から型番を付け替えて販売することもある。この場合もリマーク品と呼ばれる。

## CPUにおけるリマークの例

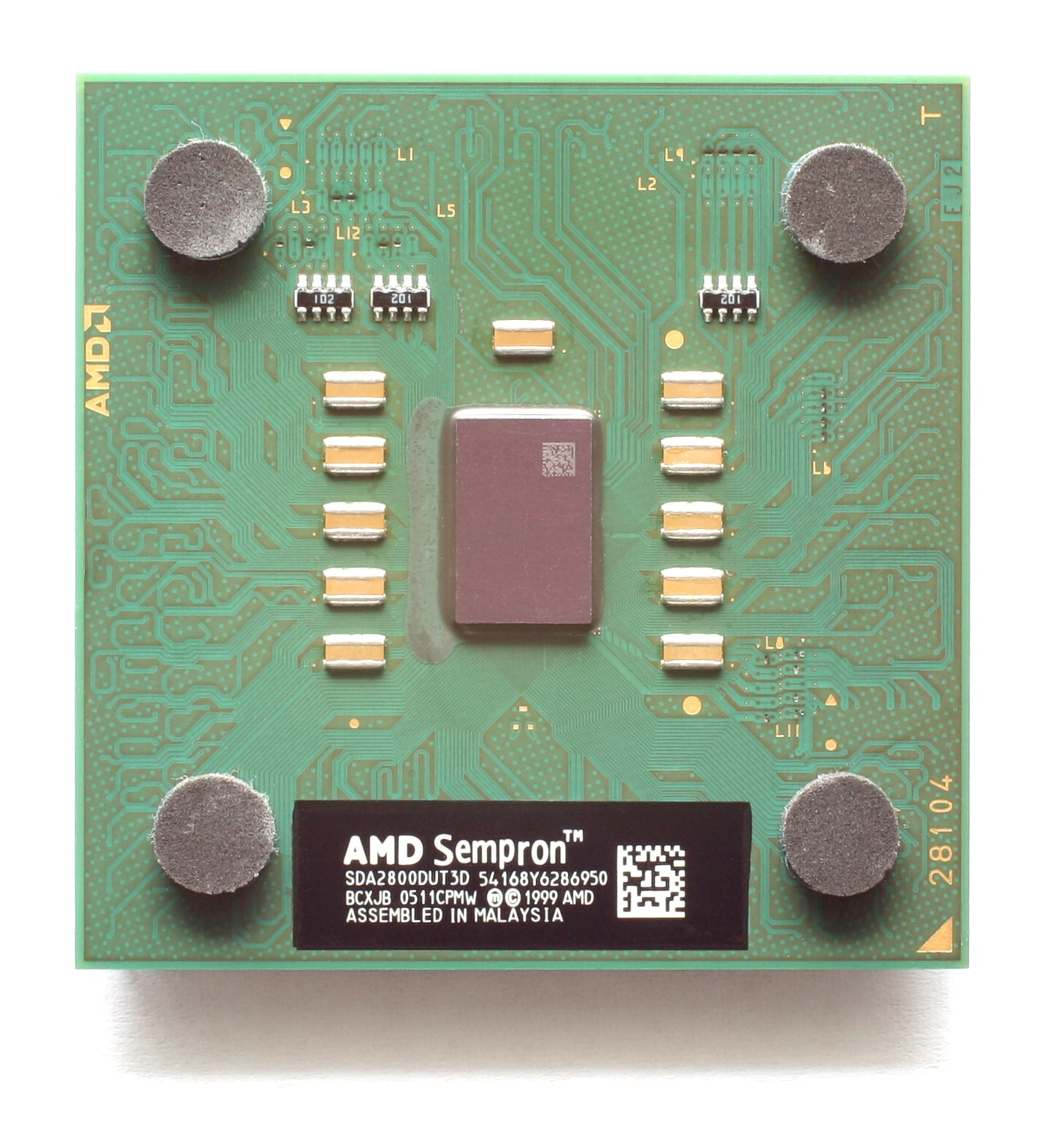
リマーク品(偽造品)の Sempron 2800+ (Thoroughbredコア)。 フォントが変である。オーバークロックの手法を悪用し、既存のブリッジを切断・ショートさせてコア電圧や動作周波数を改変している。ブリッジの状態から、本来は正規品の Geode NXとして出荷されていたと推定されている。 参考URL: http://fab51.com/cpu/guide/attention_xp-e.html

たとえば、1.5GHzで動作するように製造されたCPUの刻印を除去し、1.8GHzで動作するように製造されたCPUの刻印を転写することにより、外観ではそれが1.8GHzの物だと認識させることができる。そうすることにより、1.5GHzの物でありながら1.8GHzの価格で販売することが可能となる。
購入者がCPUの現品チェックを店頭で行うことはほとんどなく、それを持ち帰って実機に装着するまでこれが不正なものであるかどうかを判断することができない。
また、リマークは「それなりに動く確率がある」範囲で行われるため、動作が不安定だったりしてもCPUの問題ではなく、保有するマザーボードやメモリ、チップセットといったCPUの外にある要因(いわゆる「相性問題」)として返品・交換を受けられないという被害例がある。しかし、リマーク品である事が明確であるならば、販売元に製品を返品し、正規品との交換、又は返金を請求出来る。各製造元とも、ホログラムシールやシリアルナンバー管理などによってリマーク品であることが、その時に分からずとも後日判明するようになっている。
いくらそれなりに動く範囲の偽装であったとしても、その製品は(リマークによって消し去られた表示にある)本来の能力より高い設定で動作させられてしまう。つまり、オーバークロックしようと思っていないのに、オーバークロックされた状態で使用されることで動作の不具合を招いたり、刻印通りの真正品であれは本来含まれるはずの機能が使用できないという結果になる。この場合の対処法は、(返品できない状況であれば)そのCPU本来の動作周波数を見つけて設定するしかない。

## メモリにおけるリマークの例
CPUの場合は製造している会社が限られているが、メモリに関しては国際的に流通している部品メーカーによるものや、特定の国・地域の中で流通しているものが複雑に組み合わさっている。また、有名メーカーが販売するメモリであっても、そのモジュールに実装されている単体の集積回路は出荷時期やその会社の都合で変更される。
一般のユーザは単体の集積回路の型番や仕様については漠然とした知識しか持たない。一般のユーザははピンの数やデータ転送の方式・速度などに関する規格の名称だけを知っているため、リマークする側から見るとCPUよりも簡単で確実に行えるといえる。
一部の有名な集積回路の品名を、粗悪な製品に転写することによりメモリをリマークして出回らすことができるようになる。メモリに関してもCPUと同様、店頭でのテストを行うことは行われていないため、持ち帰った後で気づくこととなる。リマークされたメモリであっても、パソコンの起動時に行われるセルフテストではエラーが出ずにきちんと認識されるため、実際に使ってみて発生するトラブルは、これも相性問題である。

## SSDにおけるリマーク
2018年ごろ、一部のSSDにおいて廃棄されたチップを再利用しているという情報が拡散された
。騒ぎの発端となったCOLORFUL製のSSDについて販売元のリンクスインターナショナルはこれについて否定する告知をしており、競合他社による攻撃であるとしている
。

## メーカーの対策
AMD社では、相次ぐリマーク品の氾濫、そしてそれに伴う消費者の被害を防止するためにパッケージにホログラムシールを貼り付け、また開封後に再使用出来なくなるシステムを導入している。また製品一つ一つに、固有のシリアルナンバーをつけるなどを行っている。